# Mbegnu
Mbegnu Ghana  (Tiedo Mbegnu Ghana) veut dire roi guerrier originaire de l’empire du Ghana. 
Les sebbes mbegnu Ghana sont des nobles, des guerriers du Fouta-Toro et qui pour la plupart s'y sont installés après le déclin de l’empire du Ghana. L'historien Joseph Ki-Zerbo précise que, contrairement aux Zoulous, et de la même façon qu'au Mali et au Songhaï, ce peuple ne se voyait pas comme une « tribu », « même si un tel groupe ethnique vraisemblablement déjà très métissé en constituait la cheville ouvrière ».
Étant islamisés depuis le Ghana, ils s’étaient donné la mission d’assurer la sécurité des populations locales et ainsi ils créaient une aristocratie car les populations leur devaient crainte, respect et soumission. Ils chassèrent les Maures qui habitaient un peu partout dans Fouta et créèrent des régions comme le Toro.
C’étaient des gens qui ne savaient que faire la guerre, sainte parfois. Les Tiedos du Fouta étaient très sollicités un peu partout, c’est pourquoi la plupart étaient des guerriers mercenaires qui ont aidé beaucoup de rois dans leurs guerres et conquêtes. Ils étaient réputés pour leur bravoure et leur maîtrise de l’art de la guerre. Chez les Toucouleurs du Fouta, tiedo veut dire noble, guerrier. Chez les Wolofs : animiste; et chez les Peuls dieri cela signifie wolof. Au cours de l’histoire, les rois deniankobes et le marabout toucouleur El Hadj Oumar Tall ont parfois été assistés par les sebbes (tiedo au pluriel) dans leurs guerres et conquêtes.